# Campeonato Brasileiro Série D 2025
In 2025 werd het zeventiende Campeonato Brasileiro Série D gespeeld. Dit is een competitie die het vierde hoogste niveau in het Braziliaanse voetbal vormt, net onder de Série C. Er nemen 64 clubs deel, waarvan er vier zich plaatsen voor de Série C van 2026. De competitie wordt gespeelde van 19 april tot 28 september. 

## Format
Er namen 64 clubs deel, als volgt bepaald: 
- De vier clubs die het voorgaande jaar degradeerden uit de Série C.
- De staat met de eerste plaats op de CBF-ranking mocht vier clubs afvaardigen.
- De plaatsen twee tot en met negen op de ranking mochten drie clubs afvaardigen
- De plaatsen tien tot en met 23 op de ranking mochten twee clubs afvaardigen
- De 24ste tot 27ste plaats op de ranking mochten nog maar één club afvaardigen.

Welke clubs deelnemen aan de Série D wordt bepaald door de staten. Doorgaans wordt de staatscompetitie hiervoor gebruikt, maar er kunnen ook andere criteria voor zijn zoals een staatsbeker.
De 64 teams speelden in acht groepen van acht clubs. De top vier van de groepen plaatst zich voor de tweede fase. Vanaf dan wordt er via een knock-outsysteem gespeeld. De winnaars van de kwartfinales kwalificeren zich voor de Série C. Aangezien er geen Série E is, is er geen degradatie, maar clubs moeten zich het volgende jaar opnieuw kwalificeren voor de Série D via hun staatskampioenschappen.

## Deelnemers
| Club                | Stad                 | Staat               | Hoe geklasseerd                                     | Stadion                  | Capaciteit |
| ------------------- | -------------------- | ------------------- | --------------------------------------------------- | ------------------------ | ---------- |
| Água Santa          | Diadema              | São Paulo           | 3de beste geklasseerde van de Staatscompetitie 2024 | Distrital do Inamar      | 10.000     |
| Águia de Marabá     | Marabá               | Pará                | 2de beste geklasseerde van de Staatscompetitie 2024 | Zinho de Oliveira        | 5.000      |
| Altos               | Altos                | Piauí               | Kampioen Staatscompetitie 2024                      | Albertão                 | 52.296     |
| América de Natal    | Natal                | Rio Grande do Norte | Beste geklasseerde van de Staatscompetitie 2024     | Arena das Dunas          | 32.050     |
| Aparecidense        | Aparecida de Goiânia | Goiás               | 18de plaats Série C 2024                            | Annibal Batista          | 5.000      |
| ASA                 | Arapiraca            | Alagoas             | Melhor colocado do Staatscompetitie 2024            | Fumeirão                 | 15.332     |
| Azuriz              | Pato Branco          | Paraná              | 2de beste geklasseerde van de Staatscompetitie 2024 | Pioneiros                | 1.500      |
| Barcelona           | Ilhéus               | Bahia               | Melhor colocado do Staatscompetitie 2024            | Mário Pessoa             | 7.000      |
| Barra               | Balneário Camboriú   | Santa Catarina      | Best geklasseerde van de Staatscompetitie 2024      | Arena Barra FC           | 5.500      |
| Boavista            | Saquarema            | Rio de Janeiro      | 2de beste geklasseerde van de Staatscompetitie 2024 | Elcyr Resende            | 2.058      |
| Brasil de Pelotas   | Pelotas              | Rio Grande do Sul   | 2de beste geklasseerde van de Staatscompetitie 2024 | Bento Freitas            | 12.314     |
| Capital             | Paranoá              | Federaal District   | Vicekampioen Metropolitano 2024                     | JK                       | 6.000      |
| Ceilândia           | Ceilândia            | Federaal District   | Kampioen Metropolitano 2024                         | Abadião                  | 4.200      |
| Central             | Caruaru              | Pernambuco          | 2de beste geklasseerde van de Staatscompetitie 2024 | Lacerdão                 | 19.478     |
| Cianorte            | Cianorte             | Paraná              | 3de beste geklasseerde van de Staatscompetitie 2024 | Albino Turbay            | 4.000      |
| FC Cascavel         | Cascavel             | Paraná              | Best geklasseerde van de Staatscompetitie 2024      | Olímpico Regional        | 28.125     |
| Ferroviário         | Fortaleza            | Ceará               | 19de plaats Série C 2024                            | Presidente Vargas        | 20.268     |
| GAS                 | Boa Vista            | Roraima             | Kampioen Staatscompetitie 2024                      | Canarinho                | 4.556      |
| Porto Velho         | Porto Velho          | Rondônia            | Kampioen Staatscompetitie 2024                      | Aluizão                  | 5.000      |
| Goianésia           | Goianésia            | Goiás               | 3de beste geklasseerde van de Staatscompetitie 2024 | Valdeir José de Oliveira | 6.000      |
| Goiânia             | Goiânia              | Goiás               | Best geklasseerde van de Staatscompetitie 2024      | Olímpico                 | 13.500     |
| Goiatuba            | Goiatuba             | Goiás               | 2de beste geklasseerde van de Staatscompetitie 2024 | Divinão                  | 6.000      |
| Guarany de Bagé     | Bagé                 | Rio Grande do Sul   | Best geklasseerde van de Staatscompetitie 2024      | Estrela D'Alva           | 10.000     |
| Horizonte           | Horizonte            | Ceará               | 3de beste geklasseerde van de Staatscompetitie 2024 | Domingão                 | 10.500     |
| Humaitá             | Porto Acre           | Acre                | Vice-Kampioen Staatscompetitie 2024                 | Arena da Floresta        | 13.784     |
| Iguatu              | Iguatu               | Ceará               | 2de beste geklasseerde van de Staatscompetitie 2024 | Morenão                  | 3.300      |
| Imperatriz          | Imperatriz           | Maranhão            | 2de beste geklasseerde van de Staatscompetitie 2024 | Frei Epifânio            | 10.000     |
| Independência       | Rio Branco           | Acre                | Kampioen Staatscompetitie 2024                      | Arena da Floresta        | 13.784     |
| Inter de Limeira    | Limeira              | São Paulo           | Best geklasseerde van de Staatscompetitie 2024      | Limeirão                 | 18.000     |
| Itabirito           | Itabirito            | Minas Gerais        | 2de beste geklasseerde van de Staatscompetitie 2024 | Castor Cifuentes         | 5.160      |
| Jequié              | Jequié               | Bahia               | 2de beste geklasseerde van de Staatscompetitie 2024 | Waldomirão               | 5.000      |
| Joinville           | Joinville            | Santa Catarina      | 3de beste geklasseerde van de Staatscompetitie 2024 | Arena Joinville          | 22.400     |
| Juazeirense         | Juazeiro             | Bahia               | 3de beste geklasseerde van de Staatscompetitie 2024 | Adautão                  | 8.000      |
| Lagarto             | Lagarto              | Sergipe             | 2de beste geklasseerde van de Staatscompetitie 2024 | Barretão                 | 5 000      |
| Luverdense          | Lucas do Rio Verde   | Mato Grosso         | 2de beste geklasseerde van de Staatscompetitie 2024 | Passo das Emas           | 10.000     |
| Manauara            | Manaus               | Amazonas            | 2de beste geklasseerde van de Staatscompetitie 2024 | Colina                   | 10.141     |
| Manaus              | Manaus               | Amazonas            | Best geklasseerde van de Staatscompetitie 2024      | Colina                   | 10.141     |
| Maracanã            | Maracanaú            | Ceará               | Best geklasseerde van de Staatscompetitie 2024      | Almir Dutra              | 5.000      |
| Maranhão            | São Luís             | Maranhão            | Best geklasseerde van de Staatscompetitie 2024      | Castelão                 | 40.149     |
| Marcílio Dias       | Itajaí               | Santa Catarina      | 2de beste geklasseerde van de Staatscompetitie 2024 | Gigantão das Avenidas    | 6.010      |
| Maricá              | Maricá               | Rio de Janeiro      | Winnaar Copa Rio 2024                               | João Saldanha            | 2.000      |
| Mixto               | Cuiabá               | Mato Grosso         | 3de beste geklasseerde van de Staatscompetitie 2024 | Dutrinha                 | 7.500      |
| Monte Azul          | Monte Azul Paulista  | São Paulo           | Winnaar Copa Paulista 2024                          | Ninho do Azulão          | 13.100     |
| Nova Iguaçu         | Nova Iguaçu          | Rio de Janeiro      | Best geklasseerde van de Staatscompetitie 2024      | Laranjão                 | 1.810      |
| Operário            | Campo Grande         | Mato Grosso do Sul  | Kampioen Staatscompetitie 2024                      | Moreninhas               | 4.500      |
| Parnahyba           | Parnaíba             | Piauí               | Vice-Kampioen Staatscompetitie 2024                 | Pedro Alelaf             | 4.700      |
| Penedense           | Penedo               | Alagoas             | Vice-campeão da Copa Alagoas 2024                   | Alfredo Leahy            | 6.000      |
| Porto Vitória       | Vitória              | Espírito Santo      | Winnaar Copa Espírito Santo 2024                    | Kleber Andrade           | 21.000     |
| Portuguesa          | São Paulo            | São Paulo           | 2de beste geklasseerde van de Staatscompetitie 2024 | Canindé                  | 21.004     |
| Pouso Alegre        | Pouso Alegre         |                     | Best geklasseerde van de Staatscompetitie 2024      | Manduzão                 | 26.000     |
| Rio Branco-ES       | Vitória              | Espírito Santo      | Kampioen Staatscompetitie 2024                      | Kleber Andrade           | 21.000     |
| Sampaio Corrêa      | São Luís             | Maranhão            | 17de plaats Série C 2024                            | Castelão                 | 40.149     |
| Santa Cruz          | Recife               | Pernambuco          | Best geklasseerde van de Staatscompetitie 2024      | Arruda                   | 60.044     |
| Santa Cruz de Natal | Natal                | Rio Grande do Norte | Best geklasseerde van de Staatscompetitie 2024      | Nazarenão                | 7.000      |
| São José            | Porto Alegre         | Rio Grande do Sul   | 20ste plaats Série C 2024                           | Passo d'Areia            | 14.000     |
| São Luiz            | Ijuí                 | Rio Grande do Sul   | 3de beste geklasseerde van de Staatscompetitie 2024 | 19 de Outubro            | 6.000      |
| Sergipe             | Aracaju              | Sergipe             | Best geklasseerde van de Staatscompetitie 2024      | Batistão                 | 15.586     |
| Sousa               | Sousa                | Paraíba             | Kampioen Staatscompetitie 2024                      | Marizão                  | 12.400     |
| Tocantinópolis      | Tocantinópolis       | Tocantins           | Vice-Kampioen Staatscompetitie 2024                 | Ribeirão                 | 8.000      |
| Trem                | Macapá               | Amapá               | Kampioen Staatscompetitie 2024                      | Zerão                    | 13.000     |
| Treze               | Campina Grande       | Paraíba             | 2de beste geklasseerde van de Staatscompetitie 2024 | Amigão                   | 19.000     |
| Tuna Luso           | Belém                | Pará                | Best geklasseerde van de Staatscompetitie 2024      | Souza                    | 5.000      |
| Uberlândia          | Uberlândia           | Minas Gerais        | 3de beste geklasseerde van de Staatscompetitie 2024 | Parque do Sabiá          | 53.350     |
| União-TO            | Araguaína            | Tocantins           | Kampioen Staatscompetitie 2024                      | Mirandão                 | 7.000      |

1. ↑   União Rondonópolis verzaakte om financiële redenen aan deelname waardoor Mixto de plaats innam

## Groepsfase

### Groep A1
| Plaats | Club            | Wed. | W | G | V  | Saldo | Ptn. |
| ------ | --------------- | ---- | - | - | -- | ----- | ---- |
| 1.     | Tuna Luso       | 14   | 8 | 3 | 3  | 24:10 | 27   |
| 2.     | Manauara        | 14   | 7 | 5 | 2  | 27:11 | 26   |
| 3.     | Manaus          | 14   | 6 | 5 | 3  | 21:17 | 23   |
| 4.     | Independência   | 14   | 6 | 3 | 5  | 18:19 | 21   |
| 5.     | Águia de Marabá | 14   | 5 | 5 | 4  | 22:14 | 20   |
| 6.     | Trem            | 14   | 5 | 3 | 6  | 23:24 | 18   |
| 7.     | GAS             | 14   | 4 | 3 | 7  | 17:24 | 15   |
| 8.     | Humaitá         | 14   | 1 | 1 | 12 | 12:45 | 4    |

|  | Geplaatst voor tweede fase |

### Groep A2
| Plaats | Club           | Wed. | W | G | V | Saldo | Ptn. |
| ------ | -------------- | ---- | - | - | - | ----- | ---- |
| 1.     | Altos          | 14   | 7 | 5 | 2 | 22:14 | 26   |
| 2.     | Imperatriz     | 14   | 7 | 3 | 4 | 17:15 | 24   |
| 3.     | Sampaio Corrêa | 14   | 5 | 6 | 3 | 18:11 | 21   |
| 4.     | Maranhão       | 14   | 4 | 7 | 3 | 18:12 | 19   |
| 5.     | Iguatu         | 14   | 5 | 3 | 6 | 15:15 | 18   |
| 6.     | Tocantinópolis | 14   | 3 | 6 | 5 | 11:17 | 15   |
| 7.     | Parnahyba      | 14   | 3 | 5 | 6 | 16:22 | 14   |
| 8.     | Maracanã (1)   | 14   | 3 | 3 | 8 | 12:22 | 9    |

(1): Maracanã kreeg drie strafpunten voor het zingen van homofobe gezangen tijdens de wedstrijd tegen Iguatu. 

### Groep A3
| Plaats | Club                | Wed. | W | G | V | Saldo | Ptn. |
| ------ | ------------------- | ---- | - | - | - | ----- | ---- |
| 1.     | América de Natal    | 14   | 8 | 3 | 3 | 21:9  | 27   |
| 2.     | Santa Cruz          | 14   | 8 | 3 | 3 | 20:10 | 27   |
| 3.     | Central             | 14   | 7 | 5 | 2 | 15:7  | 26   |
| 4.     | Ferroviário         | 14   | 5 | 3 | 6 | 15:19 | 18   |
| 5.     | Horizonte           | 14   | 5 | 2 | 7 | 14:17 | 17   |
| 6.     | Santa Cruz de Natal | 14   | 5 | 2 | 7 | 13:20 | 17   |
| 7.     | Treze               | 14   | 4 | 1 | 9 | 7:20  | 13   |
| 8.     | Sousa               | 14   | 3 | 3 | 8 | 11:14 | 12   |

|  | Geplaatst voor tweede fase |

### Groep A4
| Plaats | Club        | Wed. | W | G | V | Saldo | Ptn. |
| ------ | ----------- | ---- | - | - | - | ----- | ---- |
| 1.     | ASA         | 14   | 9 | 4 | 1 | 27:8  | 31   |
| 2.     | Lagarto     | 14   | 7 | 2 | 5 | 20:16 | 23   |
| 3.     | Sergipe     | 14   | 6 | 4 | 4 | 16:10 | 22   |
| 4.     | Juazeirense | 14   | 6 | 4 | 4 | 12:15 | 22   |
| 5.     | União-TO    | 14   | 5 | 4 | 5 | 14:16 | 19   |
| 6.     | Jequié      | 14   | 4 | 4 | 6 | 15:16 | 16   |
| 7.     | Barcelona   | 14   | 2 | 5 | 7 | 9:20  | 11   |
| 8.     | Penedense   | 14   | 1 | 5 | 8 | 5:17  | 8    |

### Groep A5
| Plaats | Club         | Wed. | W  | G | V | Saldo | Ptn. |
| ------ | ------------ | ---- | -- | - | - | ----- | ---- |
| 1.     | Aparecidense | 14   | 10 | 2 | 2 | 32:12 | 32   |
| 2.     | Ceilândia    | 14   | 8  | 4 | 2 | 23:14 | 28   |
| 3.     | Luverdense   | 14   | 7  | 4 | 3 | 14:12 | 25   |
| 4.     | Mixto        | 14   | 6  | 6 | 2 | 22:13 | 24   |
| 5.     | Capital      | 14   | 4  | 5 | 5 | 14:12 | 17   |
| 6.     | Goiânia      | 14   | 2  | 4 | 8 | 12:22 | 10   |
| 7.     | Goianésia    | 14   | 1  | 5 | 8 | 11:22 | 8    |
| 8.     | Porto Velho  | 14   | 1  | 4 | 9 | 9:30  | 7    |

|  | Geplaatst voor tweede fase |

### Groep A6
| Plaats | Club          | Wed. | W | G | V | Saldo | Ptn. |
| ------ | ------------- | ---- | - | - | - | ----- | ---- |
| 1.     | Portuguesa    | 14   | 9 | 3 | 2 | 22:13 | 30   |
| 2.     | Rio Branco-ES | 14   | 8 | 2 | 4 | 19:9  | 26   |
| 3.     | Água Santa    | 14   | 6 | 3 | 5 | 20:18 | 21   |
| 4.     | Maricá        | 14   | 5 | 4 | 5 | 14:14 | 19   |
| 5.     | Pouso Alegre  | 14   | 5 | 2 | 7 | 13:18 | 17   |
| 6.     | Porto Vitória | 14   | 4 | 5 | 5 | 14:13 | 17   |
| 7.     | Nova Iguaçu   | 14   | 3 | 6 | 5 | 13:16 | 15   |
| 8.     | Boavista      | 14   | 2 | 3 | 9 | 9:23  | 9    |

### Groep A7
| Plaats | Club             | Wed. | W | G | V | Saldo | Ptn. |
| ------ | ---------------- | ---- | - | - | - | ----- | ---- |
| 1.     | Inter de Limeira | 14   | 9 | 3 | 2 | 21:7  | 30   |
| 2.     | Cianorte         | 14   | 6 | 4 | 4 | 22:17 | 22   |
| 3.     | Goiatuba         | 14   | 6 | 4 | 4 | 21:16 | 22   |
| 4.     | FC Cascavel      | 14   | 5 | 6 | 3 | 15:15 | 21   |
| 5.     | Uberlândia       | 14   | 4 | 4 | 6 | 21:20 | 16   |
| 6.     | Monte Azul       | 14   | 3 | 5 | 6 | 13:18 | 14   |
| 7.     | Operário         | 14   | 3 | 5 | 6 | 13:22 | 14   |
| 8.     | Itabirito        | 14   | 1 | 7 | 6 | 11:22 | 10   |

|  | Geplaatst voor tweede fase |

### Groep A8
| Plaats | Club              | Wed. | W | G | V | Saldo | Ptn. |
| ------ | ----------------- | ---- | - | - | - | ----- | ---- |
| 1.     | Barra             | 14   | 8 | 2 | 4 | 20:10 | 26   |
| 2.     | São José          | 14   | 7 | 5 | 2 | 21:11 | 26   |
| 3.     | Joinville         | 14   | 6 | 3 | 5 | 11:11 | 21   |
| 4.     | Marcílio Dias     | 14   | 5 | 6 | 3 | 17:15 | 21   |
| 5.     | Guarany de Bagé   | 14   | 5 | 4 | 5 | 11:14 | 19   |
| 6.     | Brasil de Pelotas | 14   | 5 | 1 | 8 | 11:12 | 16   |
| 7.     | São Luiz          | 14   | 4 | 1 | 9 | 10:20 | 13   |
| 8.     | Azuriz            | 14   | 3 | 4 | 7 | 6:14  | 13   |

2009 · 2010 · 2011 · 2012 · 2013 · 2014 · 2015 · 2016 · 2017 · 2018 · 2019 · 2020 · 2021 · 2022 · 2023 · 2024 · 2025